# یک طلسم برای دفع تاریکی
یک طلسم برای دفع تاریکی (به انگلیسی: A Spell to Ward Off the Darkness) فیلمی است که در سال ۲۰۱۳ توسط دو کارگردان انگلیسی‌تبار به نام‌های بن ریورز و بن راسل ساخته شده‌است.

## داستان فیلم
داستان فیلم در مورد یک گروه گردش گری است که در اواسط فیلم یک سیاه‌پوست از این گروه جدا می‌شود و در دل طبیعت می‌رود و در نهایت فیلم با اجرای موسیقی متال توسط همین سیاه‌پوست به اتمام می‌رسد.

## توضیحات
```
ریورز اعلام کرده‌است که تمام مقصود او برای ساخت این فیلم بیان این موضوع است که در جهان آرمانشهر وجود ندارد یکی از منتقدین انگلیسی راجع به فیلم او اینگونه اعلام می‌کند که این فیلم حتی دین را هم‌راهی برای رسیدن به سعادت نمی‌داند، این منتقد می‌افزاید که در اواسط این فیلم که مرد سیاه‌پوست آن کلبه چوبی را آتش می‌زند دقیقاً نماد آتش زدن کلیسا است. البته بن ریوز این گفته را تصدیق نمی‌کند.
```